# KylieFever2002: Live in Manchester
KylieFever2002: Live in Manchester è il titolo del DVD del concerto della tournée KylieFever2002, registrato alla Manchester Arena di Manchester il 4 maggio 2002.

## Descrizione

### Antefatti
Il 4 maggio 2002, il concerto di Manchester è stato trasmesso in diretta streaming su MSN UK. Il 16 ottobre 2002 è stata invece annunciata la pubblicazione ufficiale dello spettacolo, in formato DVD, DVD+CD e VHS.
Il filmato pubblicato differisce leggermente rispetto alla versione trasmessa in diretta. Per esempio, il DVD non contiene la scena del malfunzionamento della macchina del fumo dopo Can’t Get You Out of My Head, che ha improvvisamente annebbiato il palcoscenico per qualche minuto. È stata poi tagliata la scena in cui Kylie inciampa mentre salta la corda durante Cowboy Style.

### Contenuto
Il DVD contiene l'intero spettacolo e diversi contenuti extra, tra i quali una galleria fotografica, il documentario Feel The Fever e i backdrop video utilizzati durante le performance di Cowboy Style, Light Years, I Should Be So Lucky e Burning Up.
Una versione deluxe del cofanetto include il CD audio del concerto, comprendente tutti i brani eseguiti ad eccezione di: GBI (German Bold Italic), Light Years, Limbo, I Should Be so Lucky e Burning Up.

### Critica
KylieFever2002: Live in Manchester è stato descritto come un concerto pop in stile new wave, che unisce il meglio delle immagini visive, della narrazione e dei costumi. Ci viene offerta una serie di straordinarie “versioni” di Kylie, da Kyborg (un ingegnoso costume meccanico argentato) per l’apertura con Come Into My World, all’aggressività in stile Arancia meccanica per Spinning Around, fino a una poliziotta dal tocco hip hop per Confide in Me. I momenti più impressionanti sono GBI, uno straordinario pezzo di pop giapponese d’avanguardia, e la sezione electro-clash di Light Years.

## Tracce

### DVD
1. Come Into My World
2. Shocked
3. Love at First Sight
4. Fever
5. Spinning Around
6. The Crying Game (Ballad Section) (include l’interludio parlato Where Is the Feeling? e le performance di The Crying Game di Boy George, Put Yourself in My Place, Finer Feelings e Dangerous Game)
7. GBI (German Bold Italic) (video interludio)
8. Confide in Me
9. Cowboy Style
10. Kids
11. On a Night like This
12. The Loco-Motion
13. In Your Eyes (Latin section)
14. Limbo
15. Light Years / I Feel Love
16. I Should Be So Lucky
17. Burning Up
18. Better the Devil You Know
19. Can't Get Blue Monday Out of My Head

### DVD Extra
1. Feel the Fever (34:07)
2. Cowboy Style (6:21)
3. Light Years/I Feel Love (7:08)
4. I Should Be so Lucky (6:00)
5. Burning Up (5:42)

### CD
1. Come Into My World
2. Shocked
3. Love at First Sight
4. Fever
5. Spinning Around
6. The Crying Game Medley
7. Confide in Me
8. Cowboy Style
9. Kids
10. On a Night like This
11. The Loco-Motion
12. In Your Eyes
13. Better the Devil You Know
14. Can't Get Blue Monday Out of My Head

## Pubblicazione
KylieFever2002: Live in Manchester è stato pubblicato il 18 novembre 2002. Il filmato è andato in produzione a partire da fine settembre 2002.
La versione standard è stata diffusa in una custodia di plastica trasparente, che contiene all'interno un booklet di 12 pagine. La versione DVD+CD è invece stata racchiusa in un cofanetto doppio, contenuto in un fodero di carta oleografica, molto simile al tour-book della tournée. Contiene poi il medesimo booklet dell'edizione standard. Il concerto è infine stato commerciato anche in formato VHS.
Dal 2015, lo spettacolo è disponibile per l’acquisto digitale attraverso l’iTunes Store a 9.99€.
Kylie ha pubblicato il concerto sul suo canale YouTube il 16 ottobre 2021, per celebrare i vent'anni dall'uscita di Fever.

### Formati
- KylieFever2002: Live in Manchester / Special Edition DVD+CD - (PAL), venduto per £14.99 - esclusiva UK, Europa e Australia.[12][13]
- KylieFever2002: Live in Manchester DVD - (PAL), venduto per £10.99[14]
- KylieFever2002: Live in Manchester DVD - (NTSC), venduto per £11.99[12]
- KylieFever2002: Live in Manchester VHS - (PAL), venduto per £12.99[15]
- KylieFever2002: Live in Manchester (iTunes), venduto per 9.99€.